# Кировское (Акмолинская область)
Кировское (каз. Кировское) — село в Жаксынском районе Акмолинской области Казахстана. Входит в состав Кызылсайского сельского округа. Код КАТО — 115265300.

## Население
В 1999 году население села составляло 613 человек (300 мужчин и 313 женщин). По данным переписи 2009 года, в селе проживало 607 человек (314 мужчин и 293 женщины).